# Tambre
Tambre (Tanbre in dialetto bellunese) è un comune italiano di 1 266 abitanti della provincia di Belluno in Veneto.

## Geografia fisica
Collocato ad un'altitudine di 922 metri s.l.m., il paese di Tambre si trova nella conca dell'Alpago, ai piedi del monte Guslon, e dista circa 10 km dal centro di Farra e dal Lago di Santa Croce. Il territorio comunale comprende una porzione della foresta del Cansiglio e si caratterizza come una zona d'alpeggio, in parte collinare e soprattutto montuosa, ricoperta in prevalenza di boschi e pascoli.
È il comune più elevato della conca.

## Origine del nome
Il nome Tambre deriverebbe dalla parola "tàmer", che nell'antico dialetto locale indicava il recinto, di sassi o di legno, in cui si rinchiudevano le pecore durante la notte, e che ha dato origine ai toponimi anche di altre località montane venete e friulane.

## Storia
La storia di Tambre non è diversa da quella di altre comunità dell'Alpago ed è strettamente connessa alla limitrofa foresta del Cansiglio (il cosiddetto "Bosco dei Dogi" o "della Serenissima", come è stato significativamente chiamato per sottolinearne la funzione di riserva di legno della Repubblica di Venezia).
La parrocchia di Tambre venne istituita nel 1730, divenendo autonoma da quella più antica di Pieve d'Alpago, e l'attuale chiesa fu consacrata nel 1845.
Alla storia della comunità tambrese è correlata quella della nobile famiglia Fullini di Polcenigo, originaria proprio di Tambre (dove ancora oggi è diffuso il cognome Fullin, nella forma tronca, che è anche il toponimo di una delle frazioni del paese): dall'Alpago infatti, nel XVI secolo, un ramo dei Fullini si spostò nella pianura friulana; un secolo dopo, arricchitisi notevolmente con il commercio e con l'artigianato, essi furono ascritti dalla Serenissima all'aristocrazia locale, ottenendo il titolo di conti, che mantennero sino alla fine del XIX secolo.
Dedita soprattutto alla pastorizia, e in particolare all'allevamento del prelibato agnello d'Alpago, la comunità di Tambre si è progressivamente ingrandita nel corso degli ultimi secoli, fino a diventare, più di recente, un'apprezzata meta turistica.

### Simboli
Lo stemma e il gonfalone del comune di Tambre sono stati concessi con decreto del presidente della Repubblica del 17 gennaio 1991.
Il gonfalone è un drappo partito di azzurro e di giallo.

## Monumenti e luoghi d'interesse
La chiesa parrocchiale di Tambre, facente parte della diocesi di Belluno-Feltre, è un pregevole edificio ottocentesco intitolato ai santi Ermagora e Fortunato (martiri aquileiensi ed evangelizzatori dell'Alpago); essa è affiancata da un imponente campanile, simbolo del paese, e conserva al suo interno, fra le altre opere d'arte degne di nota, una Via Crucis realizzata dal pittore bellunese Paolo De Filippi, un'antica statua lignea della Madonna e un tabernacolo che apparteneva in origine alla precedente chiesa (distrutta da una slavina agli inizi dell'Ottocento e sui cui resti è stata edificata quella attuale).
Tra gli edifici ecclesiastici minori delle varie frazioni tambresi e delle località limitrofe (affiliati alle tre diverse parrocchie di Tambre, Spert e Borsoi), sono da ricordare: la chiesa di Sant'Antonio Abate a Broz, la chiesa della Beata Vergine del Carmelo a Pianon, la chiesa di Sant'Osvaldo in Cansiglio, la chiesetta della Madonna di Lourdes a Tambruz e la chiesetta di Sant'Anna nell'omonima località (affiliate alla parrocchia di Tambre); la chiesa di San Matteo o della Madonna della Salute a Valdenogher e la chiesetta della Madonna del Carmine a Sommacosta (affiliate alla parrocchia di Spert); la chiesa parrocchiale di Sant'Osvaldo a Borsoi, la chiesetta dei Santi Fermo e Rustico a Lavina e la chiesetta di San Daniele a Palughetto (affiliate alla parrocchia di Borsoi).
Vicino a Tambre si trova il Giardino botanico alpino "Giangio Lorenzoni", che contiene oltre 700 specie vegetali del massiccio Cansiglio-Cavallo.
Nella frazione di Valdenogher si può visitare la cosiddetta "Casa dell'alchimista", un antico e affascinante edificio (ora museo), la cui storia e la cui funzione sono riconducibili alla misteriosa pratica dell'alchimia. 
Nella frazione di Sant'Anna si trova la tanto caratteristica "Casa del libro", realizzata dallo scultore veneziano Livio de Marchi: si tratta di un'abitazione privata in legno dal design molto particolare, i cui elementi principali (le facciate, il tetto, il comignolo, la recinzione) riproducono oggetti e strumenti inerenti alla lettura e alla scrittura (libri, occhiali, matite).
Collocato a oltre 2 000 metri s.l.m., il Rifugio Semenza rappresenta una meta imprescindibile per gli appassionati di escursioni alpinistiche. 
Nei pressi di Col Indes, precisamente nella località chiamata Canaie Vecio, si conservano i resti di un antico villaggio cimbro, custode silenzioso della vita rurale delle piccole comunità di origine celtico-germanica che per secoli hanno abitato gli altipiani alpini.
Il pittoresco abitato dei Micei, nell'omonima località, è un piccolo complesso di edifici rurali ottocenteschi, ormai abbandonati, che testimoniano la vocazione pastorale delle famiglie originarie del luogo.
La zona della Valturcana, situata tra Tambre e Cornei, è nota per la leggenda di un fantomatico tesoro nascosto dai Turchi durante la loro ritirata verso il Friuli, ciò che sarebbe all'origine del curioso toponimo.

## Società

### Evoluzione demografica
Abitanti censiti

### Lingue e dialetti
Oggi viene parlata principalmente la lingua italiana e, in misura minore, il dialetto bellunese. Tuttavia un tempo, nelle zone del territorio comunale situate in Cansiglio, veniva anche parlata la lingua cimbra.

## Geografia antropica

### Frazioni
- All'O
- Benedet
- Borsoi
- Brolio
- Broz
- Buraci
- Campon
- Civit
- Col Indes
- Federa
- Frassenei
- Fullin
- Lavina
- Malolt

- Micei
- Moretti
- Pianon
- Pian Canaie
- Pian Cansiglio
- Pian Osteria
- Sant'Anna
- Scurzan
- Soralavina
- Tambruz
- Valdenogher
- Valmenera
- Valturcana
- Vivaio

## Infrastrutture e trasporti

### Autostrade
Il comune non è attraversato da autostrade. La più vicina è l'autostrada A27, raggiungibile tramite l'uscita Fadalto-Lago di Santa Croce.

### Strade

#### Strade statali
Non ci sono strade statali che attraversano il territorio comunale. La più vicina è la strada statale 51 di Alemagna raggiungibile dalla SP 422.

#### Strade provinciali
- delle Coste d'Alpago: si dirama dalla SP 423 a Farra d'Alpago nel comune di Alpago, entra nel territorio comunale a valle di Valdenogher e termina a Spert sulla SP 422.

- dell'Alpago e del Cansiglio: si dirama dalla SS 51 nella frazione di La Secca ed entra nel territorio comunale poco prima del ponte sul torrente Borsoia. La strada prosegue poi per il centro di Tambre e il Cansiglio, per terminare a Vittorio Veneto.

### Ferrovie
Non ci sono linee ferroviarie che attraversano il territorio comunale. La ferrovia più vicina al comune è la Ferrovia Ponte nelle Alpi-Conegliano. Le stazioni più vicine sono la Stazione per l'Alpago e la Stazione di Santa Croce del Lago.

### Mobilità urbana
Il comune è attraversato dalle seguenti linee extraurbane gestite da Dolomitibus:
- 37 Belluno-Farra-Puos-Tambre-Valdenogher
- 43 Villanova ZI-Paludi-Bastia-Puos-Valdenogher

## Amministrazione
| Periodo          | Periodo           | Primo cittadino           | Partito                           | Carica                            | Note   |
| ---------------- | ----------------- | ------------------------- | --------------------------------- | --------------------------------- | ------ |
| 1813             | 1813              | Angelo Masin              |                                   | Sindaco                           |        |
| 1866             | 1870              | Vincenzo Bona             |                                   | Sindaco                           |        |
| 1870             | 1872              | Giuseppe Donadon (Drappa) |                                   | Sindaco                           |        |
| 1873             | 1877              | Girolamo Pianon           |                                   | Sindaco                           |        |
| 1877             | 1877              | Vincenzo Bona             |                                   | Assessore anziano                 |        |
| 7 novembre 1877  | 26 settembre 1880 | Vincenzo Bona             |                                   | Sindaco                           |        |
| 5 novembre 1880  | 30 luglio 1899    | Romano Bortoluzzi         |                                   | Sindaco                           |        |
| 2 agosto 1899    |                   | Pellegrino Bona (Rosset)  |                                   | Sindaco (nomina subito annullata) |        |
| 8 settembre 1899 | 24 aprile 1920    | Francesco Bona            |                                   | Sindaco                           |        |
| 1920             | 1920              | Lorenzo Stiletto          |                                   | Commissario prefettizio           |        |
| 3 novembre 1920  | 15 marzo 1924     | Domenico Bona             |                                   | Sindaco                           |        |
| 19 marzo 1924    | gennaio 1926      | Renato Sardo              |                                   | Commissario prefettizio           |        |
| 11 giugno 1926   | 15 aprile 1935    | Innocente Bona            |                                   | Podestà                           |        |
| maggio 1935      |                   | Angelo Mazzoran           |                                   | Podestà                           |        |
| 6 agosto 1943    |                   | Marcellino Fullin         |                                   | Commissario prefettizio           |        |
| 13 aprile 1946   | 5 marzo 1949      | Antonio Bona (Pistor)     |                                   | Sindaco                           |        |
| 5 marzo 1949     | 15 luglio 1950    | Antonio Rinaldo           |                                   | Sindaco                           |        |
| 15 luglio 1950   | 16 giugno 1951    | Giacomo Fullin            |                                   | Sindaco                           |        |
| 16 giugno 1951   | 1960              | Angelo Stiletto           |                                   | Sindaco                           |        |
|                  | 7 dicembre 1964   | Santo Saviane             |                                   | Sindaco                           |        |
| 7 dicembre 1964  | 14 luglio 1970    | Egidio Fiori              |                                   | Sindaco                           |        |
| 14 luglio 1970   | 14 luglio 1975    | Sergio Saviane            |                                   | Sindaco                           |        |
| 14 luglio 1975   | 8 luglio 1980     | Sergio Saviane            |                                   | Sindaco                           |        |
| 8 luglio 1980    | 11 giugno 1985    | Marco Bortoluzzi          |                                   | Sindaco                           |        |
| 11 giugno 1985   |                   | Marco Bortoluzzi          |                                   | Sindaco                           |        |
| 1988             | 1989              | Fiamma Spena              |                                   | Commissario prefettizio           |        |
| 22 aprile 1989   | 13 giugno 1994    | Eugenio De Demo           | DC                                | Sindaco                           | [ 15 ] |
| 13 giugno 1994   | 25 maggio 1998    | Marco Bortoluzzi          | lista civica                      | Sindaco                           | [ 16 ] |
| 25 maggio 1998   | 28 maggio 2002    | Marco Bortoluzzi          | lista civica Alleanza per Tambre  | Sindaco                           | [ 17 ] |
| 28 maggio 2002   | 28 maggio 2007    | Claudio Azzalini          | lista civica Rinascita            | Sindaco                           | [ 18 ] |
| 28 maggio 2007   | 7 maggio 2012     | Oscar Facchin             | lista civica Progetto Tambre      | Sindaco                           | [ 19 ] |
| 7 maggio 2012    | 12 giugno 2017    | Oscar Facchin             | lista civica Progetto Tambre      | Sindaco                           | [ 20 ] |
| 12 giugno 2017   | 13 giugno 2022    | Oscar Facchin             | lista civica Progetto Tambre      | Sindaco                           | [ 21 ] |
| 13 giugno 2022   | in carica         | Sara Bona                 | lista civica Al lavoro per Tambre | Sindaco                           | [ 16 ] |

## Sport
A Tambre è presente una piscina comunale e, nella località Pian de Dora, si trovano i campi da calcio e da tennis; nella parte della piana del Cansiglio c'è un campo da golf. In passato, nelle frazioni di Pianon, Col Indes e Pian Cansiglio erano presenti degli impianti sciistici, che attualmente risultano dismessi o smantellati.

## Galleria d'immagini

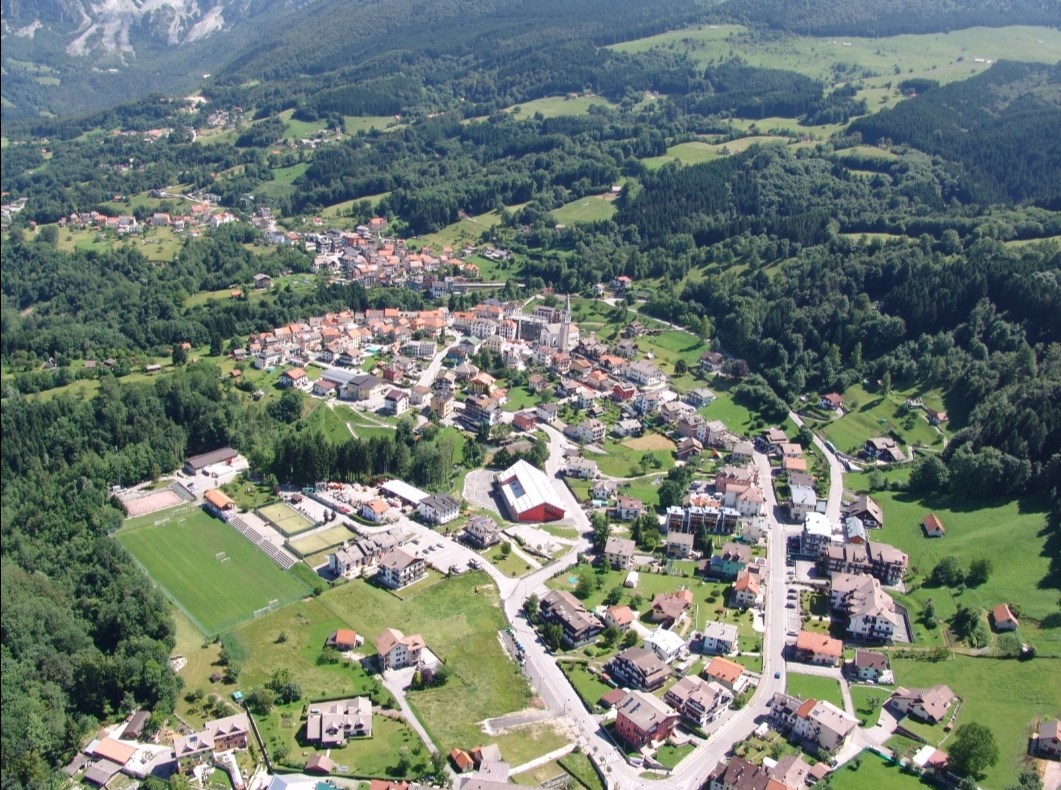
Veduta aerea di Tambre
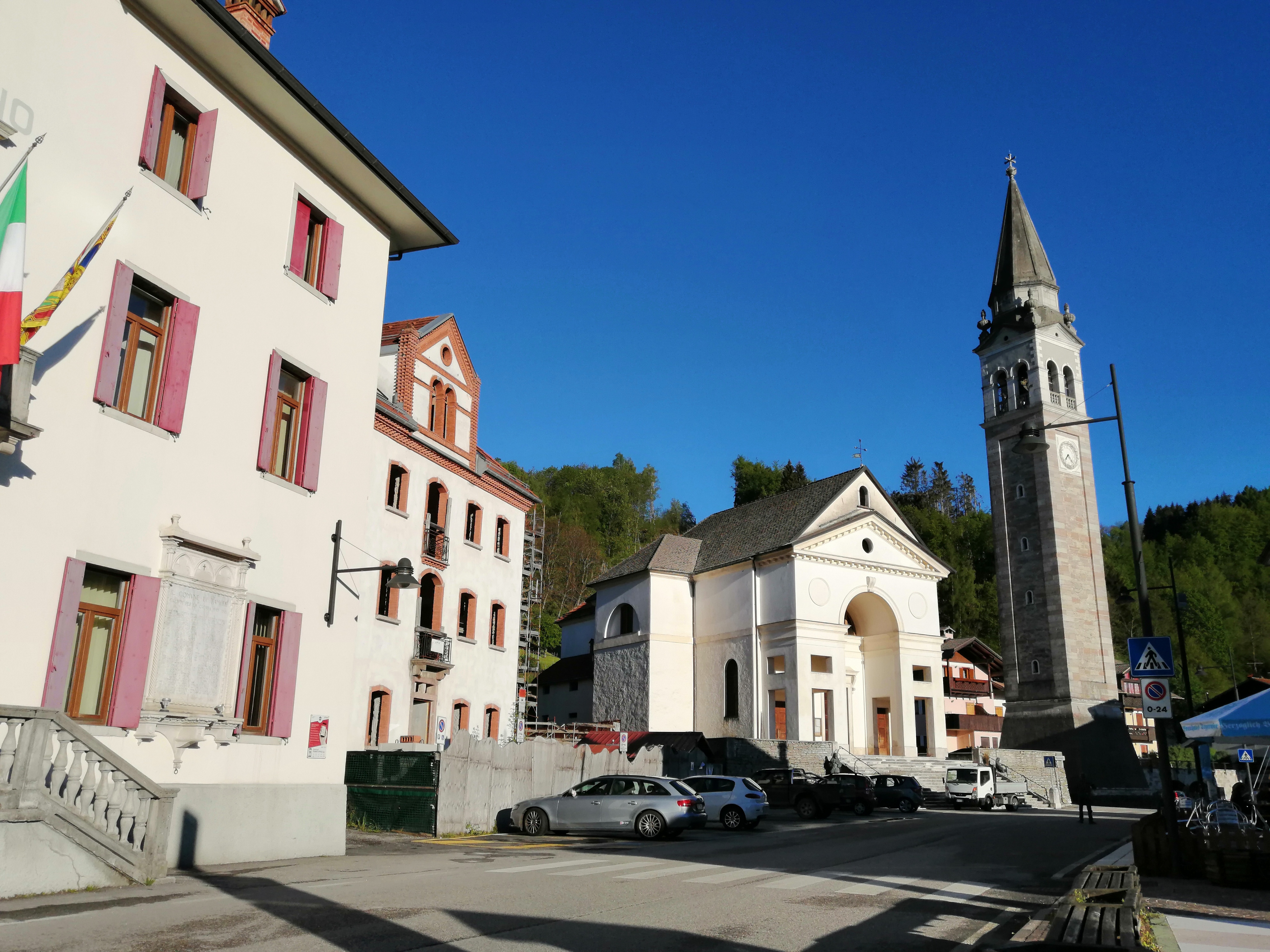
Il municipio e la chiesa parrocchiale
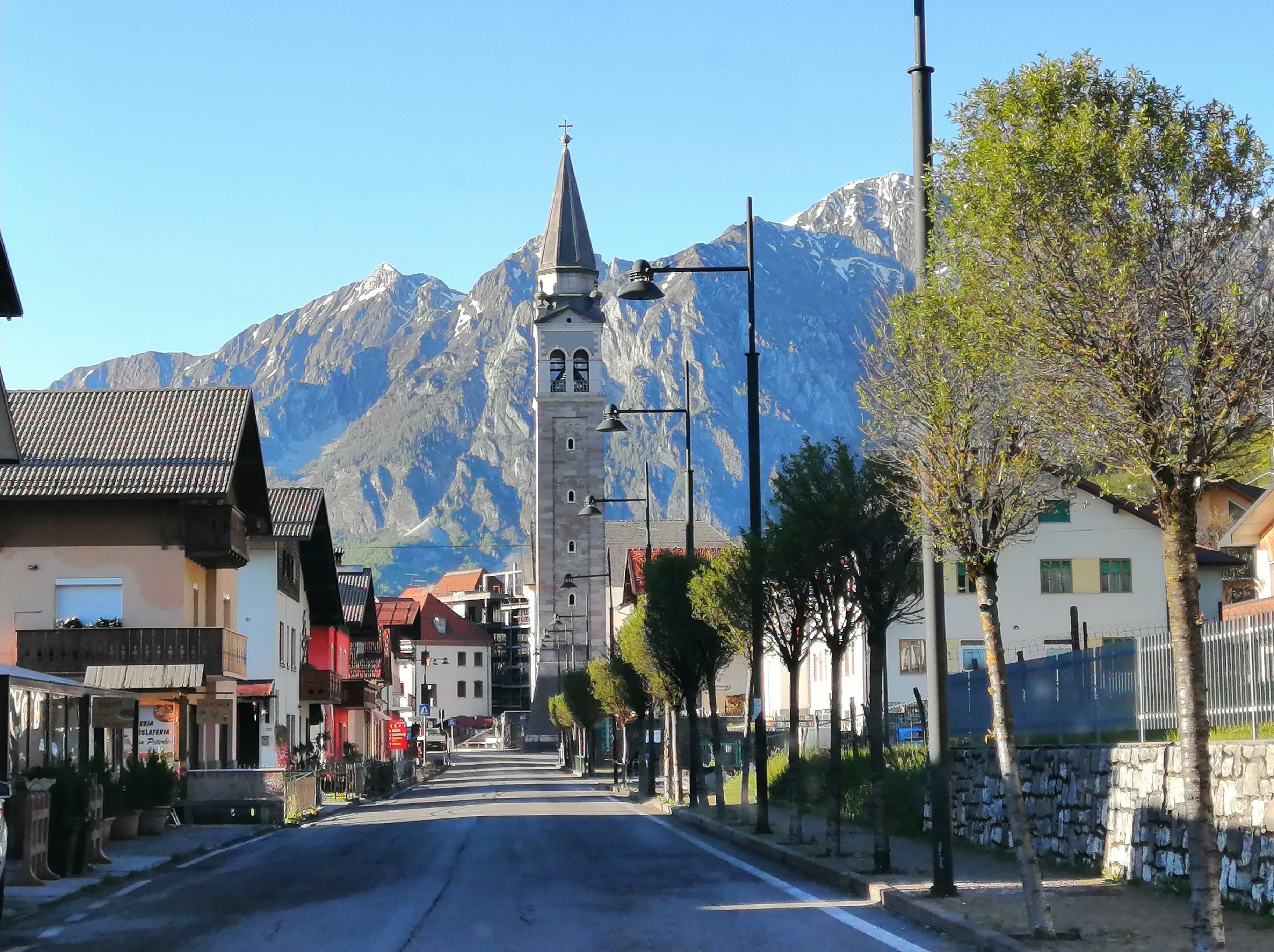
La via principale del paese
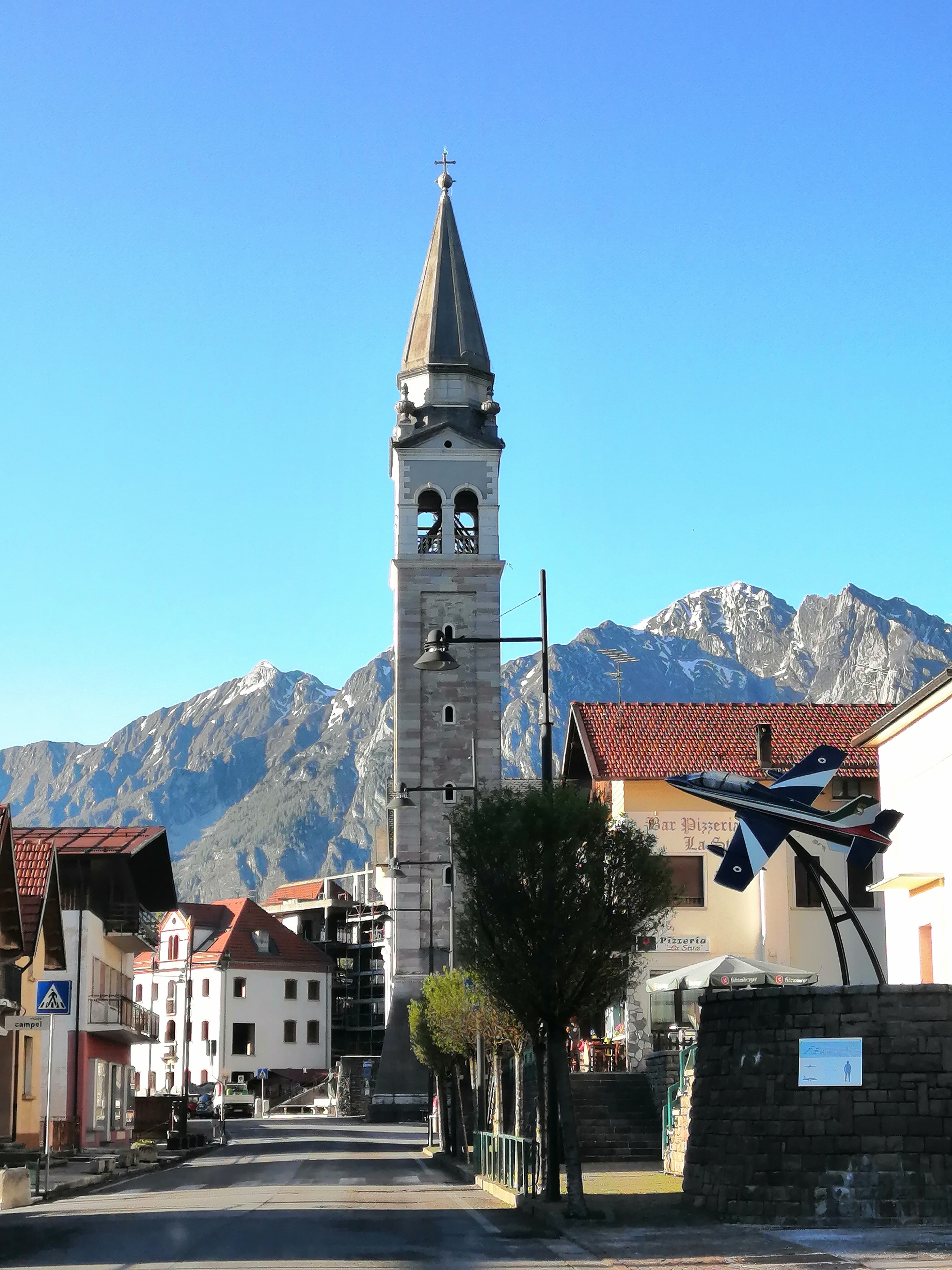
Il campanile di Tambre; sulla destra un modello aereo della Pattuglia Acrobatica Nazionale
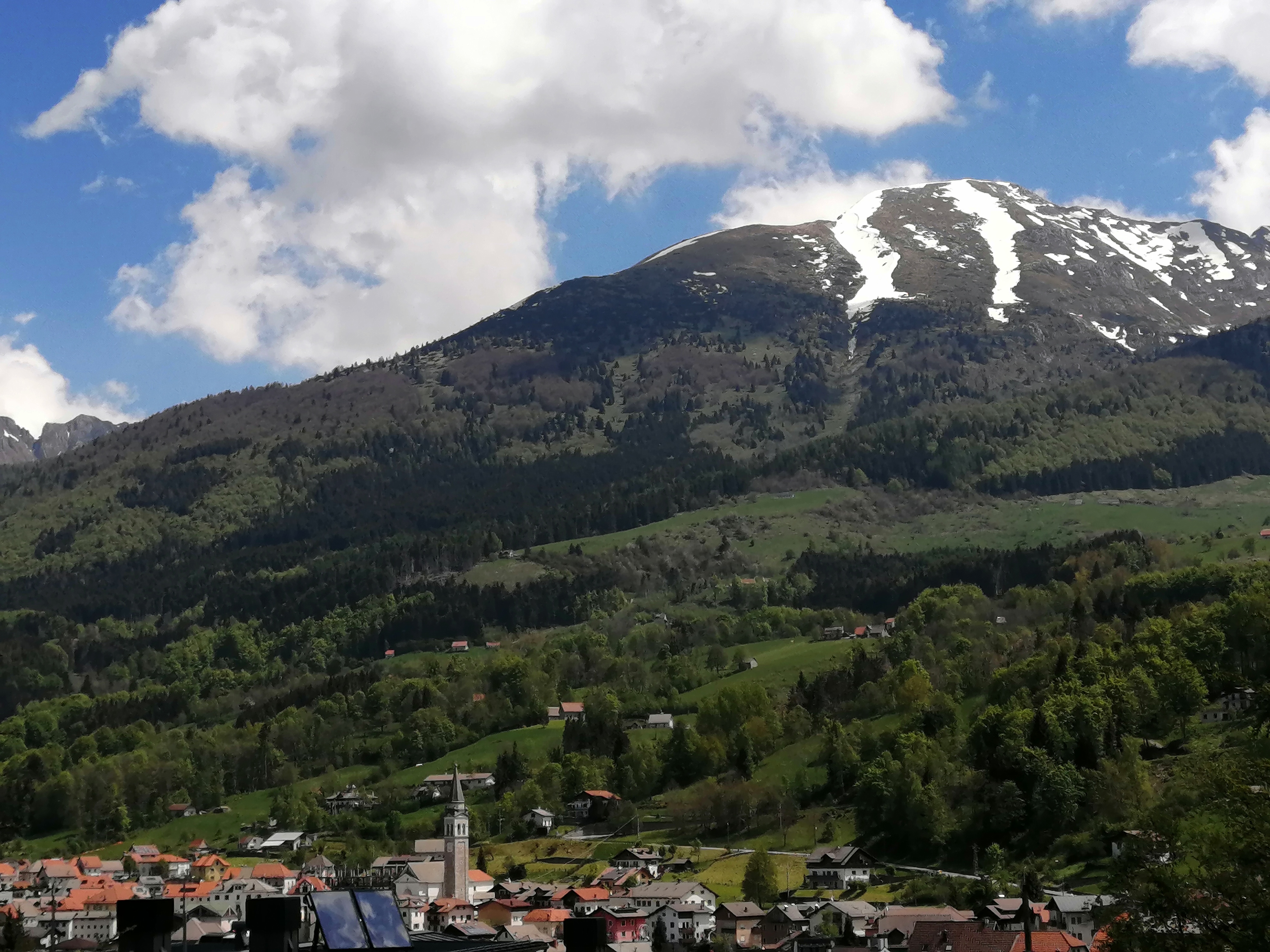
L'abitato ai piedi del Monte Guslon
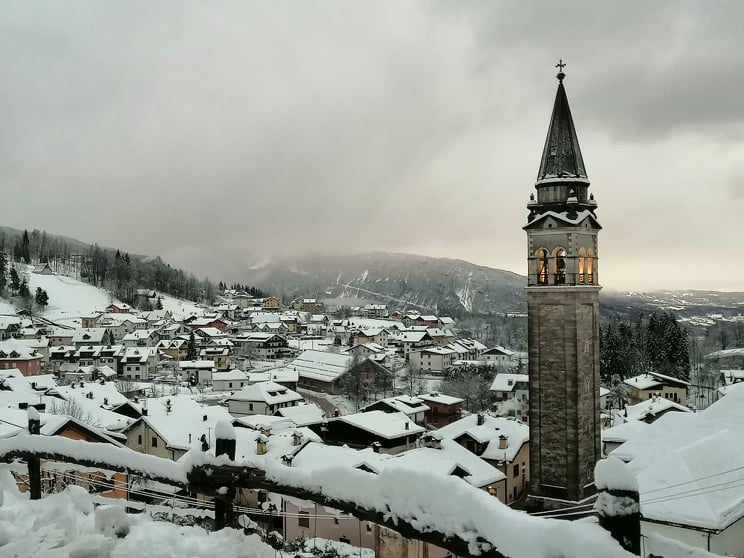
Panoramica di Tambre in inverno
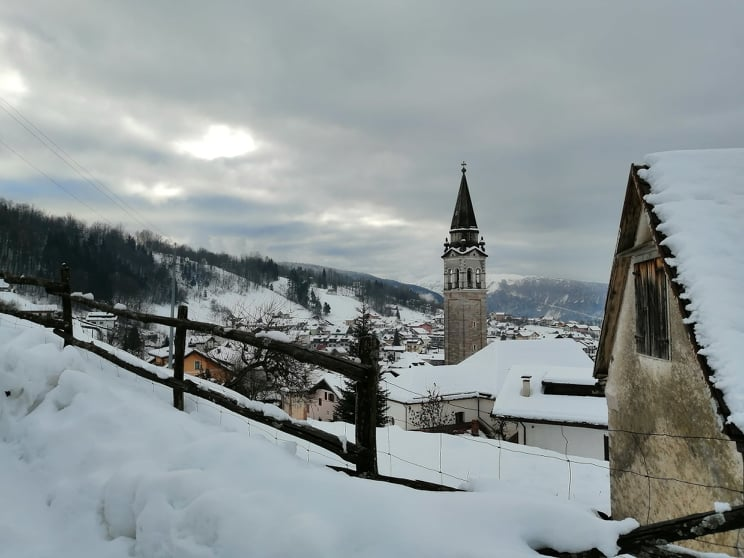
Tambre innevata